# Ora Europei Centrale
| albastru         | Ora Europei Occidentale (UTC+0) Ora de vară a Europei Occidentale (UTC+1) |
| albastru deschis | Ora Europei Occidentale (UTC+0)                                           |
| roșu             | Ora Europei Centrale (UTC+1) Ora de vară a Europei Centrale (UTC+2)       |
| bej              | Ora Europei de Est (UTC+2) Ora de vară a Europei de Est (UTC+3)           |
| galben           | Ora Kaliningradului (UTC+2)                                               |
| verde            | Ora Moscovei / Ora Turciei (UTC+3)                                        |

Central European Time (CET) (limba română: Ora Europei Centrale, UTC+1) este unul din numele date timpului zonal care este cu două ore înainte față de Ora universală coordonată (UTC). Este folosit mai ales în țările din Europa și Africa de Nord.